# Casey Hayward
Casey Hayward (Perry, 9 settembre 1989) è un giocatore di football americano statunitense che gioca nel ruolo di cornerback per gli Atlanta Falcons della National Football League. Fu scelto nel corso del secondo giro (62º assoluto) del Draft NFL 2012 dai Green Bay Packers. Al college ha giocato a football a Vanderbilt.

## Carriera

### Green Bay Packers
Pronosticato dagli analisti come una probabile scelta del secondo giro nel Draft 2012, Hayward fu scelto come 62º assoluto dai Green Bay Packers.
Casey giocò un mese di ottobre di alto livello in cui intercettò 4 passaggi nelle prime tre gare dei Packers compresi due nella vittoria 42-24 sugli Houston Texans. Fu il primo rookie dei Packers a mettere a segno 4 intercetti in 3 gare da Tom Flynn nel 1984. Hayward nella vittoria della settimana 8 sui Jacksonville Jaguars non intercettò alcun passaggio ma contribuì con 8 tackle alla terza vittoria di fila di Green Bay. Per queste prestazioni, Hayward fu premiato come miglior rookie difensivo del mese di ottobre. La sua stagione da rookie si concluse giocando tutte le 16 gare, 7 come titolare, con 53 tackle, 6 intercetti e un fumble forzato, classificandosi al terzo posto nel premio di rookie difensivo dell'anno dietro a Luke Kuechly e Bobby Wagner

### San Diego/Los Angeles Chargers
Il 13 marzo 2016, divenuto free agent, Hayward firmò con i San Diego Chargers. A fine stagione fu convocato per il primo Pro Bowl in carriera e inserito nel Second-team All-Pro dopo avere guidato la NFL in intercetti con 7, dopo che nella stagione precedente non ne aveva fatto registrare alcuno.
Nella settimana 11 della stagione 2017, Hayward mise a segno 2 intercetti sul quarterback rookie dei Buffalo Bills Nathan Peterman. Alla fine di novembre fu premiato come miglior difensore del mese dell'AFC in cui fece registrare 3 intercetti. A fine stagione fu convocato per il suo secondo Pro Bowl e inserito nuovamente nel Second-team All-Pro.
Nel primo turno della stagione 2020 Hayward mise a segno 12 tackle e 2 passaggi deviati nella vittoria sui Cincinnati Bengals, venendo premiato come difensore della AFC della settimana.

### Las Vegas Raiders
Il 4 maggio 2021 Hayward firmò con i Las Vegas Raiders.

### Atlanta Falcons
Il 17 marzo 2022 Hayward firmò un contratto biennale da 11 milioni di dollari con gli Atlanta Falcons.

## Palmarès
- Convocazioni al Pro Bowl: 2

2016, 2017
- Second-team All-Pro: 2

2016, 2017
- Difensore della AFC del mese: 1

novembre 2017
- Difensore della AFC della settimana: 1

1ª del 2020
- Rookie offensivo del mese: 1

ottobre 2012
- Leader della NFL in intercetti: 1

2016
- PFWA All-Rookie Team - 2012